# Chiurt, Edineț
Chiurt este un sat din cadrul orașului Cupcini din raionul Edineț, Republica Moldova.

## Demografie

### Structura etnică
Structura etnică a satului conform recensământului populației din 2004:
| Grup etnic         | Populație | % Procentaj |
| ------------------ | --------- | ----------- |
| Moldoveni / Români | 800       | 96,62%      |
| Ucraineni          | 23        | 2,78%       |
| Ruși               | 4         | 0,48%       |
| Găgăuzi            | 1         | 0,12%       |
| Total              | 828       | 100%        |